# Dakar Dem Dikk
Dakar Dem Dikk (DDD) (traduction en français : Dakar aller-retour)  est un opérateur national de transport en commun au Sénégal, et est le principal opérateur de transport en commun de sa capitale, Dakar.
Il a été créé en 2000 en tant que successeur de la Société de transport du Cap-Vert (Cape Verde Transport Company). Initialement axée sur le transport urbain à Dakar et dans ses environs, l'entreprise a étendu ses services en 2017 pour inclure des routes interurbaines, couvrant environ vingt villes au Sénégal. En 2019, Dakar Dem Dikk a rapporté une fréquentation significative, avec 250 000 personnes utilisant ses services de transport urbain quotidiennement et 318 000 pour les déplacements interurbains, bien qu'une étude de 2022 ait révélé que Dakar Dem Dikk ne répondait qu'à 6 % de la demande de transport à Dakar. La société a étendu sa portée au-delà des frontières nationales, inaugurant la liaison Dakar-Banjul en janvier 2020.
Les perceptions des utilisateurs des bus de Dakar Dem Dikk se sont révélées favorables, notamment en termes d'accessibilité financière et de temps de trajet, bien que des préoccupations persistent concernant les temps d'attente et la disponibilité des sièges.

## Histoire
La société a été fondée en 2000 ou 2001 (les sources diffèrent) en tant que successeur de l'ancienne Société de transport du Cap-Vert (SOTRAC).
En 2015, Dakar Dem Dikk a commandé une flotte de 475 bus auprès de Ashok Leyland en Inde, pour un coût de 47 millions de francs CFA de l'Afrique de l'Ouest (71,6 millions d'euros à l'époque). Cette année-là, l'entreprise exploitait dix-sept lignes à Dakar, transportant 50 millions de passagers par an, utilisant 408 bus.
Initialement axée sur le transport urbain à Dakar et ses environs, l'entreprise a étendu son activité en 2017 pour inclure des routes interurbaines couvrant environ vingt villes au Sénégal. En août, elle reliait presque toutes les grandes villes du Sénégal à Dakar, avec parfois deux départs par jour pour les itinéraires les plus fréquentés. Six mois après le lancement du réseau interurbain national, le service a rencontré un succès populaire malgré des tarifs légèrement plus élevés que d'autres compagnies. En 2019, Dakar Dem Dikk a rapporté une fréquentation moyenne quotidienne de 250 000 personnes pour le transport urbain et de 318 000 personnes pour les déplacements interurbains.
En janvier 2020, Dakar Dem Dikk a inauguré la liaison Dakar-Banjul entre les capitales sénégalaise et gambienne. Mamadou Sileye Anne, responsable du projet Africa Dem Dikk, a révélé des plans pour étendre les services à Bissau depuis Dakar et Ziguinchor. Des itinéraires ultérieurs vers Nouakchott, Bamako, Conakry, Ouagadougou, Abidjan, Niamey et Lomé ont été envisagés, avec des échéanciers soumis à l'avancement des négociations.
En novembre 2022, il a été signalé que Dakar Dem Dikk était confronté à des défis pour renouveler sa flotte de bus, qui se trouvaient dans un état de délabrement. Alioune Badara Konaté, Secrétaire général du Syndicat démocratique des travailleurs de Dakar Dem Dikk, a souligné le besoin urgent de renouvellement de la flotte, citant la situation intenable où seuls environ 50 bus étaient opérationnels par jour à Dakar et dans ses banlieues. Malgré un contrat signé entre le gouvernement sénégalais et le constructeur automobile franco-italien Iveco Group pour la livraison de 1 400 véhicules en deux phases, l'arrangement semblait en attente de finalisation. L'ancien PDG de DDD, Omar Bounkhatab Sylla, avait anticipé l'arrivée imminente de ces nouveaux bus en juillet, avec une durée de vie estimée à quinze à vingt ans. Cependant, son successeur, Ousmane Sylla, a reporté la livraison à la fin du premier trimestre 2023.
Une étude de 2022 de la Fondation Friedrich Ebert sur les défis de l'urbanisation à Dakar a révélé que Dakar Dem Dikk ne répondait qu'à 6 % de la demande de transport. Les minibus de Aftu (Tata) étaient apparemment le mode de transport le plus largement utilisé, suivi des bus de transport rapide, des taxis partagés informels appelés clandos, des taxis traditionnels et des bus Ndiaga Ndiaye. Selon l'étude, les bus de Dakar Dem Dikk sont positivement évalués par les utilisateurs en termes de coût et de temps de trajet, 86 % les considérant abordables et 74 % les trouvant rapides. Les bus de l'entreprise sont perçus comme le mode de transport public le plus sûr à Dakar. Cependant, les utilisateurs ont exprimé des préoccupations concernant les temps d'attente et l'espace limité dans les sièges, 54 % signalant de longs temps d'attente et 57 % estimant qu'il y a peu de sièges disponibles.
En 2024, Dakar Dem Dikk suspend ses itinéraires vers Touba, Tivaouane et Mbour du 22 au 25 mars, coïncidant avec l'élection présidentielle sénégalaise le 24 mars. Le 29 avril, les travailleurs de l'entreprise entrent en grève en raison d'un mécontentement parmi les employés à l'égard des décisions de la direction. La grève, initiée par les membres du Syndicat démocratique des travailleurs de Dakar Dem Dikk, est déclenchée par un favoritisme présumé dans les promotions, les employés accusant la direction de promouvoir des individus qui soutiennent le PDG lors de la dernière campagne électorale. Les employés demandent l'annulation des notes de service récentes et menacent d'escalader vers une grève illimitée si leurs doléances concernant les promotions, les conditions de travail et les salaires ne sont pas rapidement traitées. Les accusations sont réfutées par le PDG Ousmane Sylla. Il explique que des changements organisationnels ont été apportés en raison de problèmes techniques et de lacunes de gestion dans le but d'améliorer l'excellence opérationnelle et à rationaliser le personnel, exprimant sa confiance dans un prochain audit. La grève est suspendue le même jour.

## Organisation
En mai 2024, Assane Mbengue remplace Ousmane Sylla en tant que PDG,. En décembre 2011, 73,33 % de l'entreprise sont étatiques.
Le Syndicat démocratique des travailleurs de Dakar Dem Dikk représente leurs travailleurs.

## Galerie de photographies

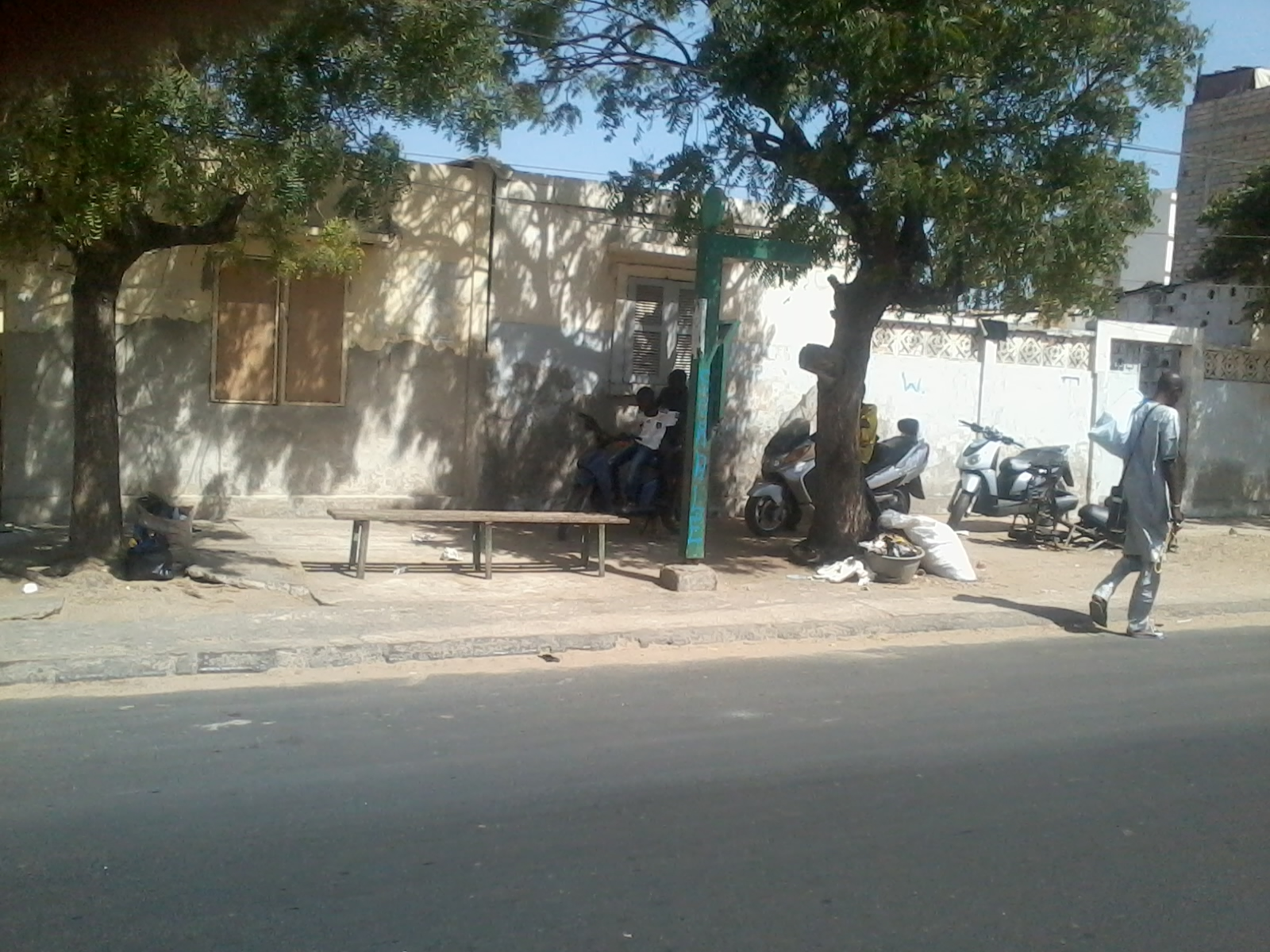
Arrêt de bus.
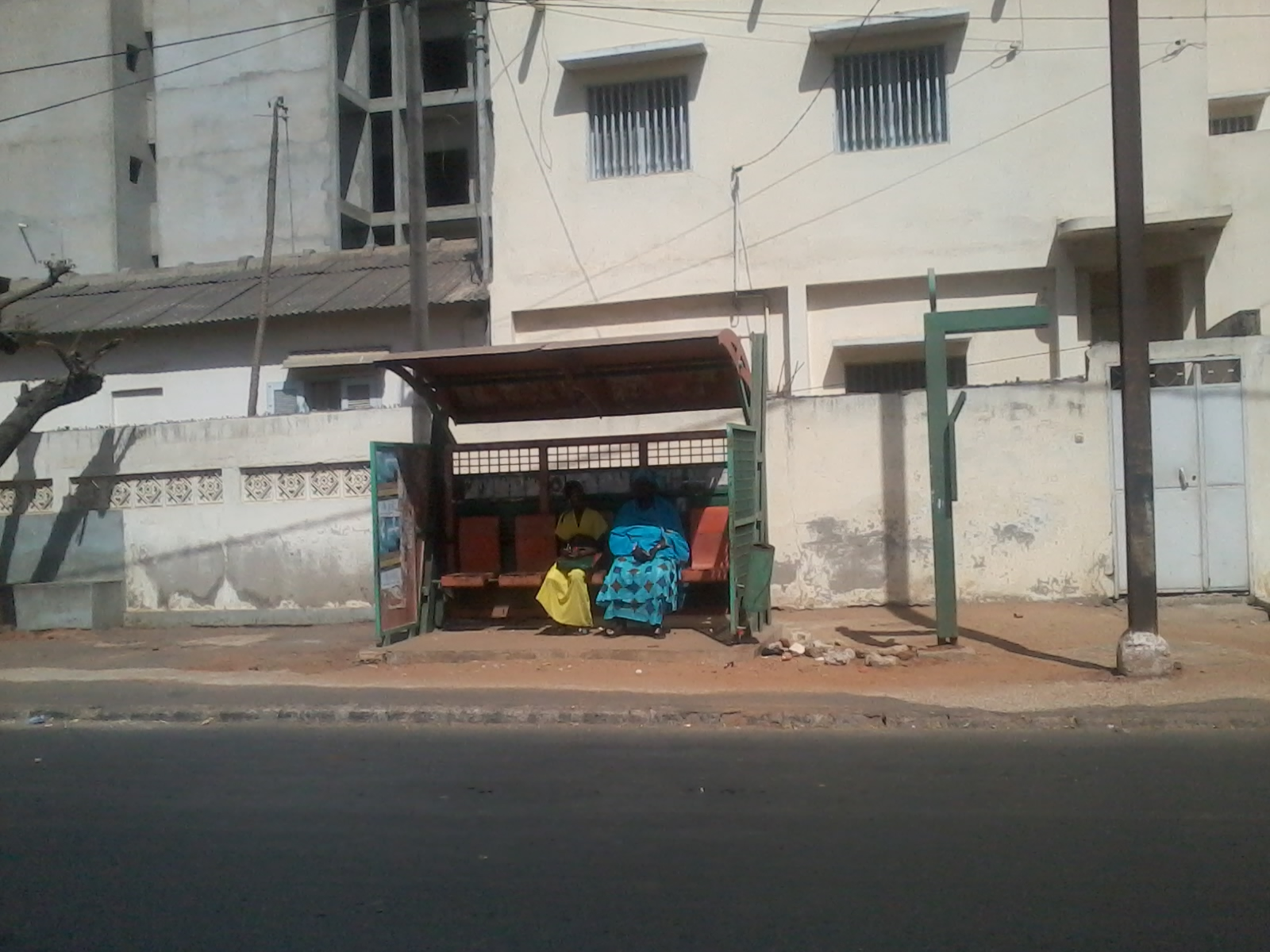
Arrêt de bus.
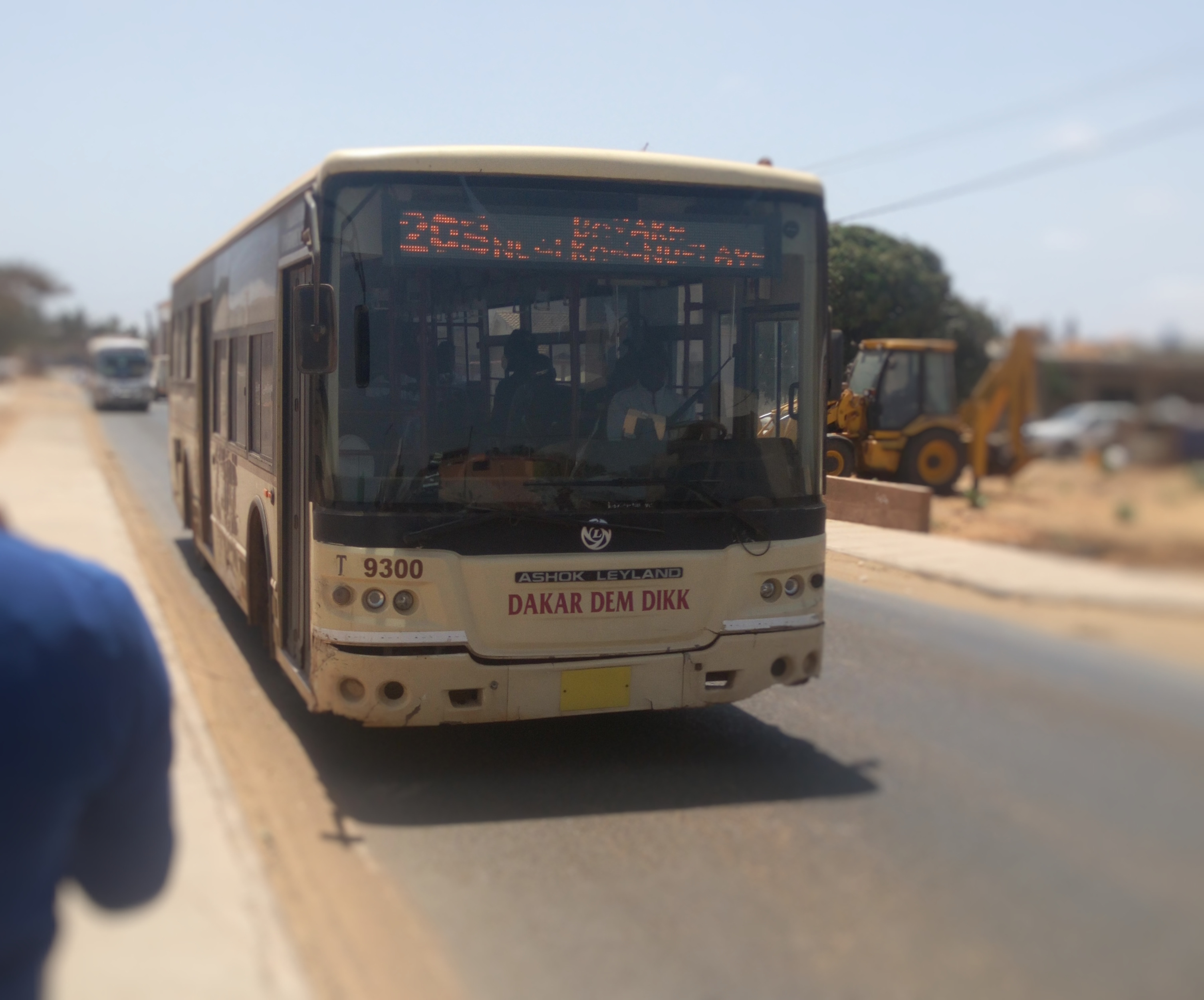
Bus.
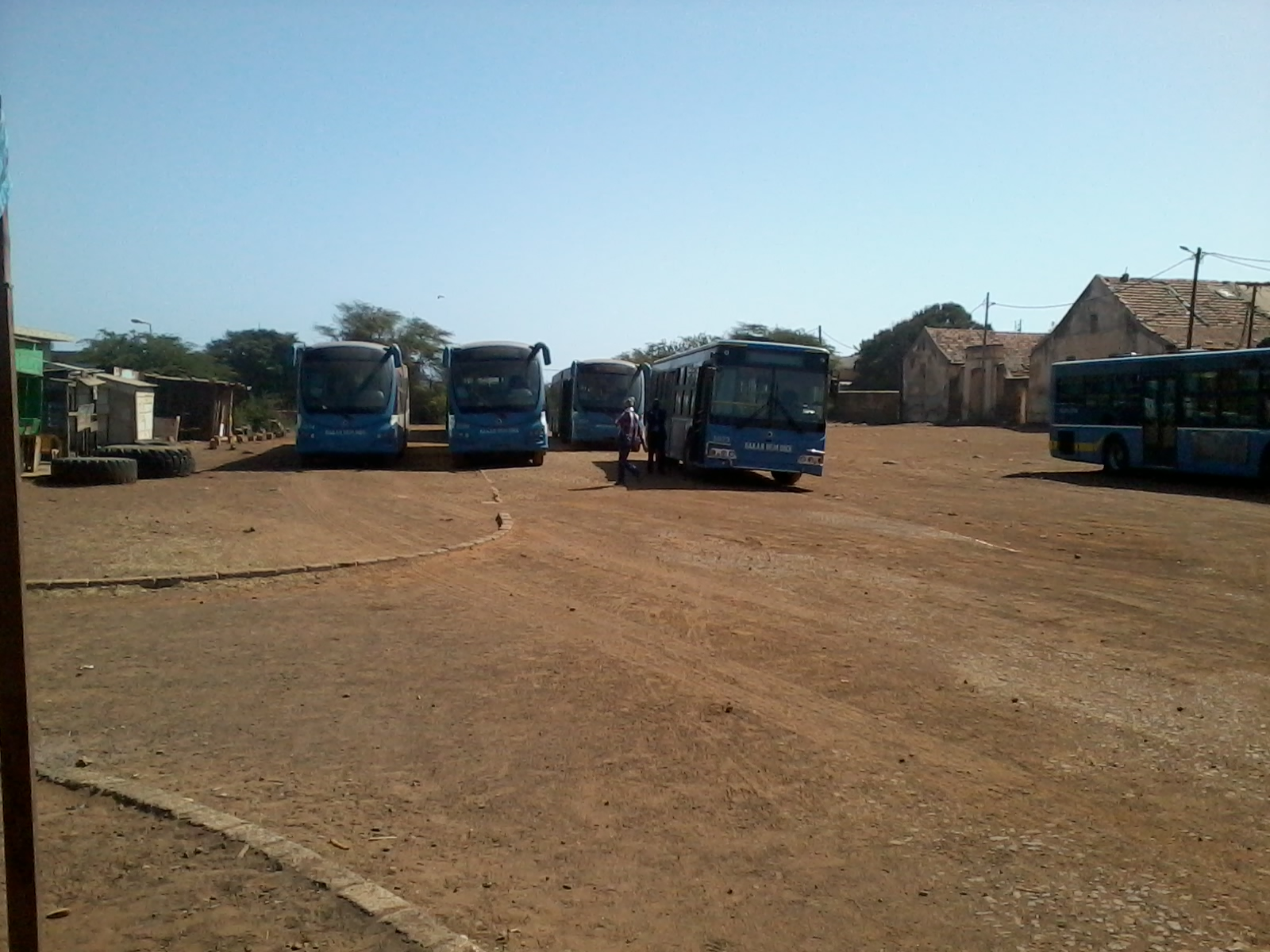
Terminus.
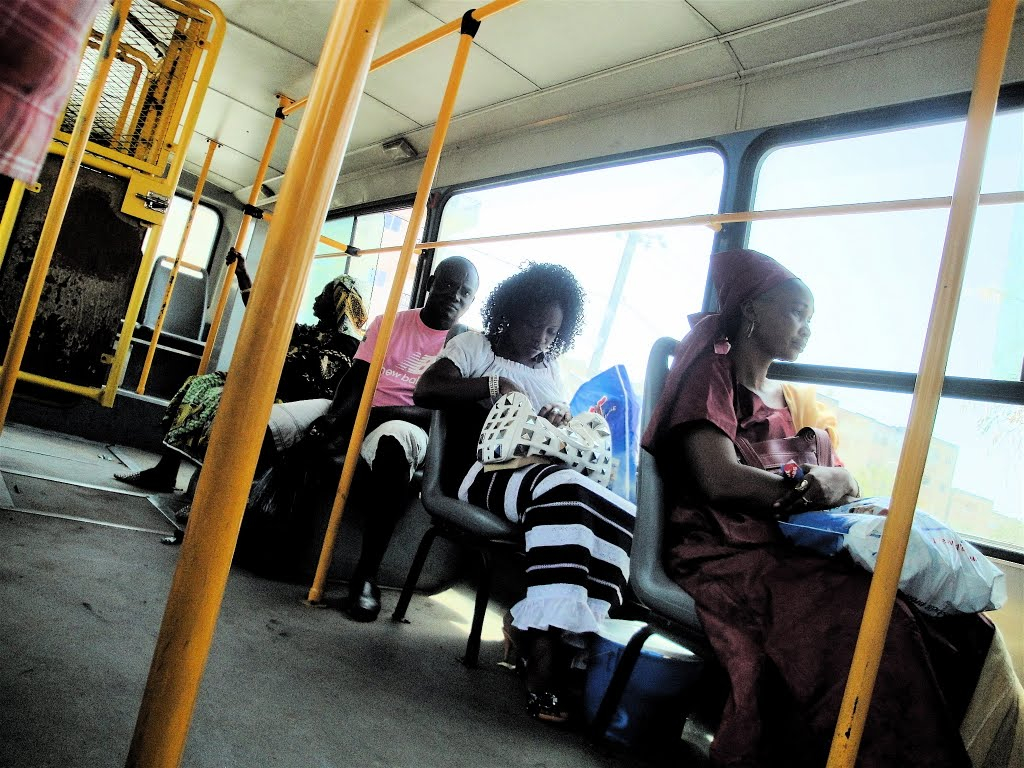
Intérieur d'un bus.

## Identité visuelle

Ancien logo de Dakar Dem Dikk
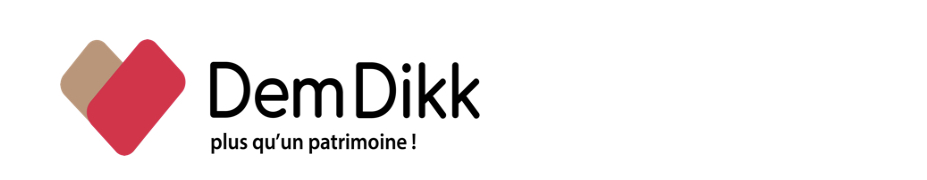
Logo actuel de Dakar Dem Dikk